# Stillwater (Minnesota)
Stillwater – miasto w Stanach Zjednoczonych, w stanie Minnesota, siedziba administracyjna hrabstwa Washington, położone na zachodnim brzegu rzeki Saint Croix.